# アリー・スルターン
アリー・スルターン（'Ali-Sultan、? - ?）は、チャガタイ・ハン国の第19代ハン（在位：1340年）。オゴデイの子カダアン・オグルの玄孫クレスベを父に持つ。

## 生涯
アリー・スルターンはイスラム教徒であり、チャガタイの子孫イェスン・テムルを廃して即位したと伝えられている。アリー・スルターンの治世のチャガタイ・ハン国ではキリスト教徒に激しい迫害が加えられ、イスラム教徒の暴動が発生した。チャガタイ・ハン国に派遣されていたキリスト教の宣教師は全員殉教し、宮廷の要職を占めていたネストリウス派のキリスト教徒も暴動の影響を被った。イスラーム世界の歴史家からも、こうした政策を実施したアリー・スルターンは残忍な人物に映っていた。